# Guus Oster

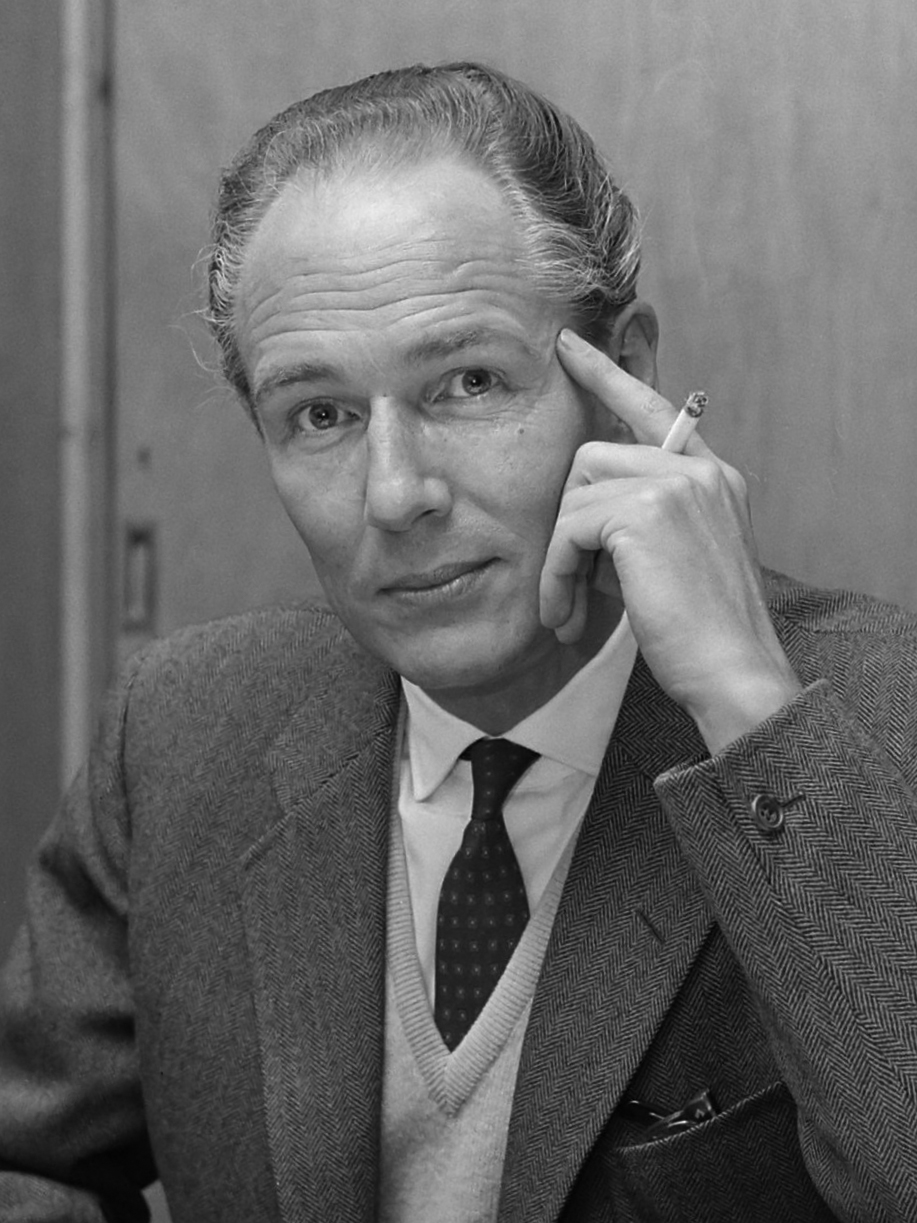
Guus Oster (1965)

August Wilhelm (Guus) Oster (Rotterdam, 9 september 1915 – Amsterdam, 19 april 1984) was een Nederlands acteur, toneelregisseur, toneeldirecteur en producer.

## Carrière
Voordat hij acteur werd, werkte Guus Oster korte tijd bij een verzekeringsmaatschappij. In 1934 had hij zijn eerste engagement bij het Vereenigd Rotterdamsch-Hofstad Tooneel van Cor van der Lugt Melsert in Den Haag en Rotterdam. Toen Van der Lugt Melsert Het Nederlandsch Tooneel in Amsterdam ging leiden, sloot Oster zich in 1935 bij hem aan. Zijn glansrol werd de hoofdfiguur Bob Darcourt in Ik ben zeventien jaar van Paul Vandenberghe, geregisseerd door Louis de Bree en met Wim Sonneveld in een bijrol. Tijdens de Tweede Wereldoorlog richtte Oster met Ank van der Moer en Cruys Voorbergh de Nieuwe Rotterdamse Comedie op, waarmee ze voorstellingen aan huis gaven. Na de bevrijding in 1945 haalde Cor Hermus hem naar het toneelgezelschap Comedia, dat in 1950 werd opgevolgd door De Nederlandse Comedie, waarover Oster samen met Han Bentz van den Berg en Johan de Meester jr. de leiding kreeg. Het gezelschap speelde tot 1953 in de Haagse Koninklijke Schouwburg, maar werd toen de vaste bespeler van de Stadsschouwburg Amsterdam.  
In 1969 werden Oster en Bentz van den Berg (De Meester was in 1962 gestopt) het mikpunt van felle kritiek bij de demonstraties van de Aktie Tomaat. Volgens de actievoerders zou De Nederlandse Comedie zijn vastgelopen, zich niet vernieuwen, te veel voor het klassieke repertoire kiezen en jonge acteurs geen kansen geven. Oster probeerde het tij te keren door Erik Vos als jonge vernieuwende regisseur binnen te halen, maar het was te laat. Als gevolg van de acties, waarbij voorstellingen waren verstoord en gerenommeerde acteurs waren bekogeld en uitgescholden, hield de gedemoraliseerde Nederlandse Comedie in 1971 op te bestaan. Guus Oster werd directeur van het Nederlands Theater Centrum.
Hij was regelmatig op de televisie te zien, bijvoorbeeld in 1972 en 1973 als medepresentator met Sonja Barend van het televisieprogramma Sterallures. Hij presenteerde ook diverse malen het Grand Gala du Disque waarbij de Edisons werden uitgereikt en nam deel aan het tv-spelletje Wie van de Drie. Van 1973 tot zijn dood in 1984 was hij directeur van Koninklijk Theater Carré als opvolger van Karel Wunnink.

## Persoonlijk
Oster was van 1942 tot 1953 gehuwd met collega-actrice Ank van der Moer (haar tweede huwelijk). Uit dit huwelijk werd op 17 november 1942 hun dochter Annemarie Oster geboren. In 1953 hertrouwde hij met Mia van der Vet. De presentator Fred Oster is een zoon van een van zijn broers.

## Onderscheidingen
- 1958: Zilveren Bouwmeesterpenning
- 1959: Officier in de Orde van Oranje Nassau
- 1979: Officier in de (Zweedse) Orde van de Poolster
- 1983: Zilveren Legpenning van de Stad Amsterdam

## Filmografie (selectie)
Naast zijn werk als toneelacteur, -regisseur en -directeur heeft Guus Oster in de loop van zijn carrière regelmatig rollen in speelfilms gespeeld.  
- 1937 - De drie wensen
- 1939 - Boefje
- 1953 - Sterren stralen overal
- 1955 - Ciske de Rat
- 1957 - De Vliegende Hollander
- 1960 - Makkers, staakt uw wild geraas
- 1961 - De zaak van de kern
- 1966 - Het onderzoek
- 1968 - Kaas
- 1972 - Tatort (één aflevering)
- 1972 - VD
- 1975 - Rooie Sien
- 1979 - Kort Amerikaans
- 1979 - Voorbij, voorbij